# Nicolas Schmit
Nicolas Schmit (Differdange, 10 dicembre 1953) è un politico lussemburghese, dal 2019 al 2024 Commissario europeo per il lavoro e i diritti sociali nella commissione von der Leyen I. Esponente del Partito Operaio Socialista Lussemburghese (LSAP), è stato in precedenza ministro nel governo del Lussemburgo dal 2004 al 2019 e membro del Parlamento europeo nel 2019.

## Biografia
Schmit ha studiato economia in Francia presso l'Istituto di studi politici di Aix-en-Provence.
Nel 1979 Schmit ha iniziato la sua carriera politica e diplomatica come addetto all'ufficio del Primo Ministro in Lussemburgo, poi nel Ministero degli Esteri. Nel 1989 diventa Segretario della delegazione del LSAP alla Camera dei Deputati. È stato nominato membro del Consiglio di Stato il 29 ottobre 1991, in sostituzione di René Grégorius.
Nel 2004 Schmit è stato nominato ministro delegato per gli affari esteri e l'immigrazione nel primo governo Juncker-Asselborn, lavorando come sottoposto di Jean Asselborn, allora ministro degli affari esteri.
Dopo le elezioni del 2009, in cui Schmit è stato eletto per il collegio elettorale Est come unico deputato del LSAP, non ha accettato il suo seggio ma è stato riconfermato al governo. È stato promosso alla carica di Ministro del lavoro, dell'occupazione e dell'immigrazione del Lussemburgo. È il presidente della rete EPSCO del Partito del Socialismo Europeo.
Dalle elezioni europee del 2019, Schmit è membro del Parlamento europeo, dove appartiene al gruppo dell'Alleanza Progressista dei Socialisti e dei Democratici (S&D). Da allora è membro della commissione per l'occupazione e gli affari sociali.
È inoltre il candidato ufficiale del PSE alla carica di Presidente della Commissione Europea alle elezioni europee del 2024.

## Vita privata
È sposato e ha quattro figli.

## Controversie
Nel gennaio 2011 Xavier Bettel ha affermato che Schmit ha esercitato un'influenza indebita sulla Polizia granducale per ritirare le accuse contro suo figlio di 18 anni il mese precedente. Schmit ha negato che la sua assistenza a suo figlio costituisse un'influenza indebita, dicendo che la sua "coscienza è pulita".